# Allèves

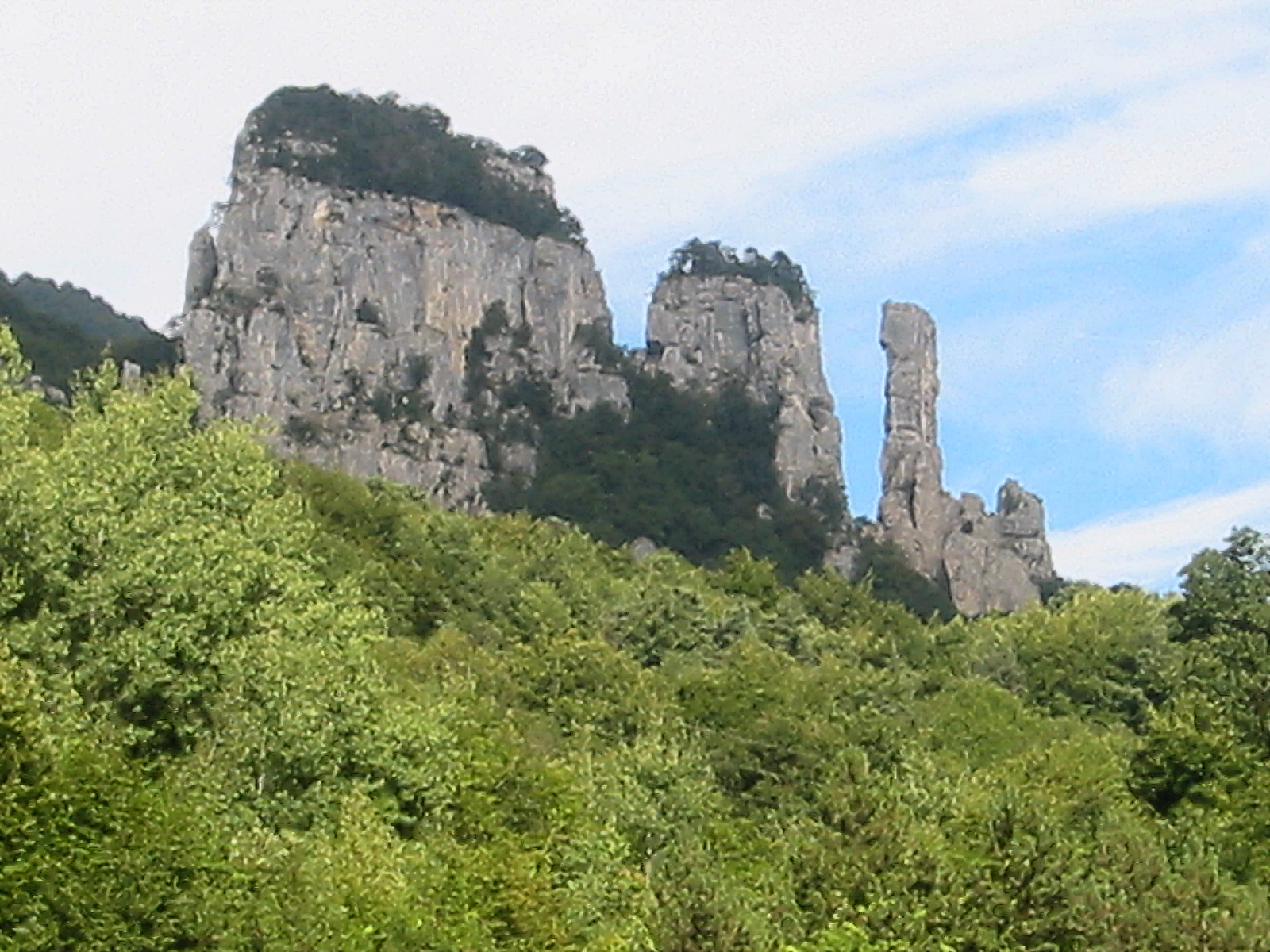
Wieże św. Jakuba w Allèves, 2007

Allèves – miejscowość i gmina we Francji, w regionie Owernia-Rodan-Alpy, w departamencie Górna Sabaudia.
Według danych na rok 1990 gminę zamieszkiwało 209 osób, a gęstość zaludnienia wynosiła 24 osoby/km² (wśród 2880 gmin regionu Rodan-Alpy Allèves plasuje się na 1418. miejscu pod względem liczby ludności, natomiast pod względem powierzchni na miejscu 1226.).